# Union Sportive Ouakam
O Union Sportive Ouakam é um clube de futebol com sede em Ouakam, Dakar, Senegal. A equipe compete no Campeonato Senegalês de Futebol.

## História
O clube foi fundado em 1951.